# Natan Darty

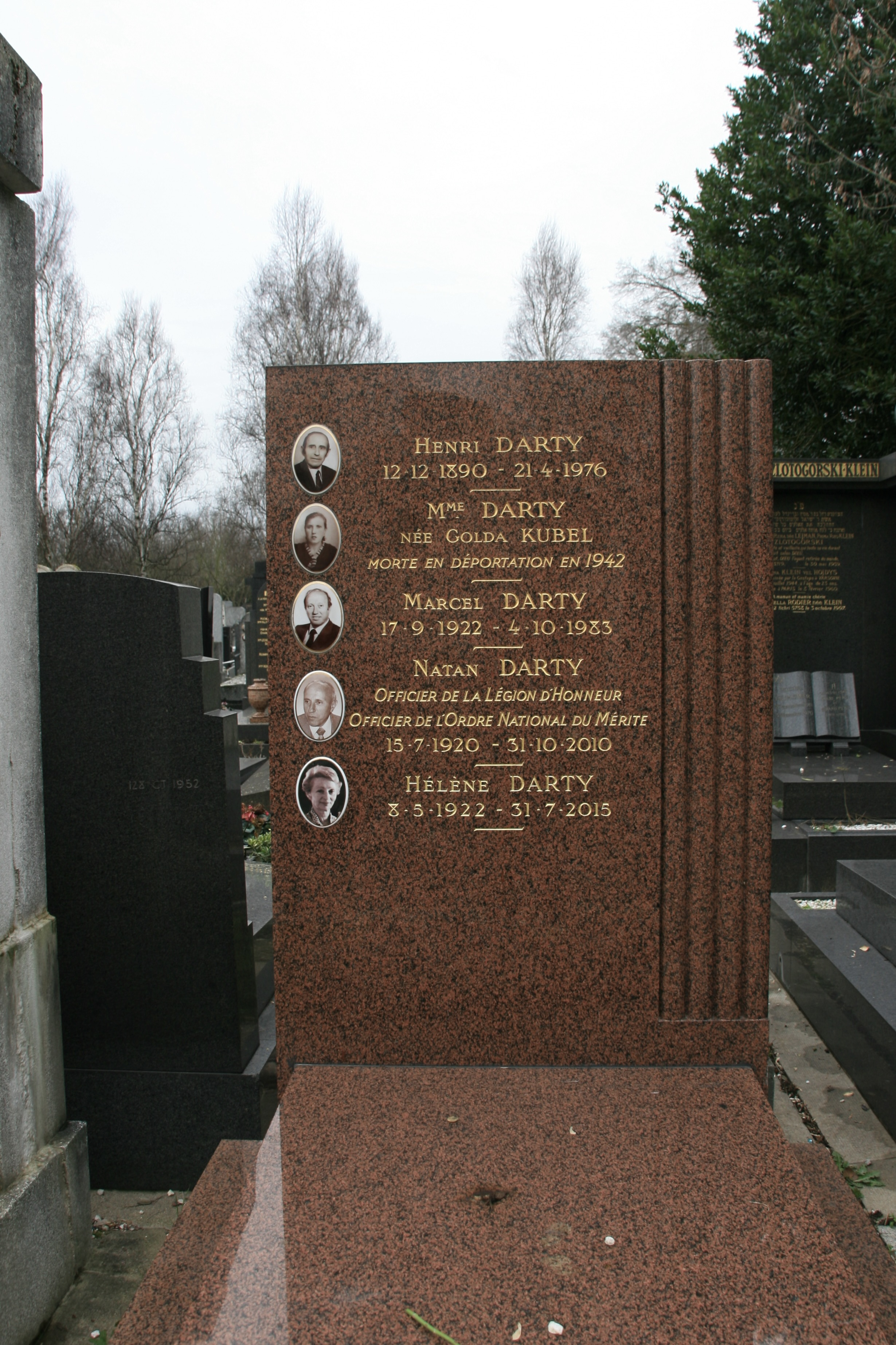
Sépulture Darty au cimetière parisien (div. 47) de Bagneux (Hauts-de-Seine).

Nachman Darty, dit Natan Darty, né le 15 juillet 1920 à Płońsk en Pologne et mort le 31 octobre 2010 à Neuilly-sur-Seine, est un entrepreneur français et un des fondateurs, avec ses deux frères et son père Henry, du groupe Darty.

## Biographie
Nachman Darty dit Natan Darty est issu d’une famille juive ashkénaze dont il est l'aîné, il naît le 15 juillet 1920 à Płońsk en Pologne.  Très bon élève, il abandonne cependant ses études après l’obtention de son certificat d’études primaires pour rejoindre son père, commerçant en textile. Après avoir obtenu son diplôme de modéliste, il se spécialise dans le patronage de costumes sur mesure pour les tailles hors normes.  Il est déporté par le convoi no 1, le 27 mars 1942, de Compiègne vers Auschwitz. il est un rescapé des camps d’Auschwitz où sa mère Golda Darty a péri et de Mauthausen.
En 1957, après le rachat d'une boutique de modiste, d'une boutique d'articles de camping et d'un magasin de radioélectricité, il ouvre avec ses deux frères, Marcel (1922-1983) et Bernard (1934-2018), et son père Henry, le premier magasin d'électroménager Darty au 3 avenue de la Porte-de-Montreuil dans le 20e arrondissement de Paris; le deuxième dans le quartier de Belleville en 1965. La première grande surface Darty ouvre ses portes en mai 1968 à Bondy.
Avec sa femme Hélène, ils donnent naissance à leur fille, Michelle, née le 17 novembre 1948 avec un handicap mental. En 1979, ils créent la Fondation Michelle-Darty qui gère les foyers d'hébergement pour handicapés mentaux, reconnue d'utilité publique l'année suivante.
Il meurt le 31 octobre 2010  à Neuilly-sur-Seine.

### Documentaire
- Premier convoi, documentaire de Pierre Oscar Lévy, Jacky Assoun et Suzette Bloch, 1992, 1h42min